# Micratya
Micratya is een geslacht van kreeftachtigen uit de klasse van de Malacostraca (hogere kreeftachtigen).

## Soorten
- Micratya cooki Karge, Page & Klotz, 2013
- Micratya poeyi (Guérin-Méneville, 1855 [in Guérin-Méneville, 1855-1856])